# International Standard Book Number
Ne pas confondre avec International Standard Serial Number (ISSN) pour les journaux et revues.
L'International Standard Book Number (ISBN) ou Numéro international normalisé du livre est un numéro internationalement reconnu, créé en 1970, identifiant de manière unique chaque édition de chaque livre publié, postérieurement à l’introduction de l’ISBN, quel que soit son support. Cet identifiant pérenne est destiné à simplifier la gestion pour tous les intervenants de la chaîne du livre (éditeurs, imprimeurs, grossistes, libraires, bibliothèques). En 2007, le numéro ISBN est passé de 10 à 13 chiffres pour compatibilité avec le code-produit GTIN-13, base du code-barres universellement utilisé dans la distribution.
L'ISBN s'applique aux livres, quel que soit leur support : celui-ci peut être le support papier traditionnel ou les fichiers pour liseuse, par exemple (chaque forme donnant lieu à un numéro d'ISBN différent).
En revanche, les publications qui ne sont pas soumises au dépôt légal ne sont pas soumises à l'ISBN.

## Historique
Dans les années 1960, en Grande-Bretagne, l'entreprise W. H. Smith and Son Ltd., important distributeur de livres britanniques cherchait à simplifier sa gestion en pourvoyant chaque édition de chaque ouvrage d'un identificateur unique. Elle fit appel à Gordon Foster (en), professeur de statistiques au Trinity College de Dublin. Celui-ci créa le SBN à neuf chiffres, lequel fut mis en œuvre en 1967 en Grande-Bretagne, puis en 1968 aux États-Unis. En 1970, l'ISO (International Standard Organisation) internationalisa le concept en normalisant l'ISBN à 10 chiffres pourvu d'un code local.

### Implantation de l'ISBN et code-barres
Dans les années 1960 et 1970, malgré la simplicité de son système universel, son implantation a été inégale à l'échelle de l'industrie, prenant parfois de dix à quinze ans afin d'être en place. En dépit de son intention de rendre plus efficace la distribution des livres imprimés, tous les ISBN devaient tout de même être entrés manuellement, donc toujours en proie à l'erreur humaine lors de la saisie.
À la fin des années 1970, en quête d'une solution de rechange pour mieux développer la diffusion de l'ISBN, l'industrie du livre se tourna vers un partenaire original : l'industrie alimentaire. En peu de temps, quelques épiciers ont adopté l'utilisation du code universel de produit (UPC) afin d'avoir un suivi des ventes, des retours et du stockage ainsi que pour éliminer les tâches répétitives, chronophages et faillibles dans l'établissement des prix. L'industrie américaine du livre s'est donc inspirée de cette méthode afin de développer un système de reconnaissance optique (OCR-A) qui, contrairement à l'UPC, serait à la fois possible d'être numérisés et visible à l'œil. Toutefois, cette solution n'était pas tout à fait adaptée à la réalité des besoins de l'industrie en raison des difficultés pour les lecteurs OCR de lire des codes qui n'étaient pas en caractères noirs sur un arrière-plan plus pâle. Puisque l'industrie refusait de normaliser les formats pour s'accommoder à la reconnaissance optique, le système a été abandonné.
En 1980, loin de se décourager, l'agence internationale ISBN s'est tournée vers un autre système de code à barres, soit le European Article Numbering (EAN). En vertu d'une entente avec l'organisation de l'EAN, l'industrie du livre s'est vue confier son propre préfixe, soit 978, qui signifie « Bookland », l'endroit d'où proviennent tous les livres. Puisque cette initiative a contribué à son implantation en Europe, les États-Unis ont approuvé son utilisation en 1985 et ont commencé à l'utiliser une année plus tard. En raison de l'omniprésence du système UPC, la transition vers l'EAN n'a pas été simple. En effet, il a fallu attendre la fin des années 1980 pour qu'une solution puisse satisfaire les parties : tous les livres destinés à la vente en librairie seront imprimés exclusivement avec le code-barres EAN (donc avec ISBN) et les livres destinés à être vendus à des points de vente non reliés à des livres (épiceries, pharmacies, magasin d'entrepôt, etc.) seront imprimés avec les deux symboles puisque la plupart de ces détaillants fonctionnaient avec le code-barres UPC.
En 2007, l'ISBN à 10 chiffres a été étendu à 13 chiffres par l'adjonction, en tête, du code 978, permettant de convertir l'ISBN en code GTIN-13 et de l'éditer sous cette forme en code-barres pour la distribution.

## Fonctionnement de l'ISBN
Pour comprendre le fonctionnement du code ISBN, il faut savoir comment il est attribué à un ouvrage.
Le fonctionnement est totalement décentralisé :
- Un groupe d'éditeurs d'une région souhaite profiter des avantages que procure l'ISBN dans la commercialisation du livre. Ces éditeurs, réunis en association appelée Agence d'enregistrement locale, demandent à l'Agence internationale de l'ISBN[11] l'attribution d'un code régional ou Domaine ISBN[12]. L'Agence internationale de l'ISBN gère les domaines ISBN. C'est une organisation à but non lucratif sise à Londres et fonctionnant en concertation de l'ISO, Organisation internationale de normalisation[13].
- Si un éditeur souhaite adhérer à l'ISBN, il s'adresse à l'Agence d'enregistrement locale ; celle-ci lui délivre un numéro d'éditeur[14].
- L'éditeur attribue lui-même des numéros à ses propres publications selon quelques règles.

## Construction du code ISBN
Cette section présente d'abord la construction de l'ISBN d'origine à dix caractères puis explique les modifications, assez simples, introduites par le passage à treize caractères pour fusion avec le code GTIN-13. La norme ISO 2108 (ICS no 01.140.20) spécifie la construction du numéro ISBN.

### Structure de l'ISBN-10
L'ISBN-10 se compose de quatre éléments. Ceux-ci doivent être séparés par des tirets ou des espaces.
Exemple : 2-7654-1005-4
- Le premier élément (2 dans l'exemple ci-dessus) est le Domaine ISBN, c'est-à-dire la zone de chalandise ; ce peut être une zone linguistique, une région ou un pays.
- Le deuxième élément (7654 ci-dessus) est le numéro d'éditeur. Il identifie un éditeur actif dans la zone de chalandise.
- Le troisième élément (1005 ci-dessus) est un numéro de publication attribué par un éditeur à une de ses publications selon certaines règles.
- Enfin le quatrième élément (4 ci-dessus) est la clé de contrôle.

Les trois codes Domaine ISBN, Numéro d'éditeur et Numéro de publication ont des longueurs variables, selon la règle générale suivante : plus la zone de chalandise ou l'éditeur comptent un nombre de publications important, plus leur code est court. Une vaste zone de chalandise a un numéro court de façon à laisser un plus grand nombre de chiffres disponibles pour coder les éditeurs et les publications. De même un éditeur important a un numéro d'identification court de façon à laisser un plus grand nombre de chiffres disponibles pour numéroter ses publications.

#### Domaine ISBN
Ce code est attribué par l'Agence internationale de l'ISBN. Ce peut être un code linguistique (pour l'anglais, le français, l'allemand et le japonais), un code de zone géographique ou un code national.
Il indique la zone de chalandise sur laquelle un éditeur est actif. La longueur du code dépend grossièrement de la taille du marché. Plus celui-ci est important, plus le code est court.

#### Numéro éditeur
Dans une zone de chalandise, l'Agence locale d'enregistrement qui en est responsable attribue les numéros d'éditeur, avec un identifiant plus court pour les éditeurs publiant le plus de titres, selon la séquence suivante :
| Code-éditeur      | Nombre d'index disponibles pour les publications (pour les zones identifiées par un seul chiffre comme la zone francophone - identifiant : 2) |
| ----------------- | --- |
| 00 - 19           | 1 000 000 |
| 200 - 699         | 100 000 |
| 7000 - 8499       | 10 000 |
| 85000 - 89999     | 1 000 |
| 900000 - 949999   | 100 |
| 9500000 - 9999999 | 10 |

Quelques exemples de numéro d'éditeur dans le domaine 2 :
- 07 : Gallimard, Paris, France
- 246 : Grasset, Paris, France
- 287 : Presses universitaires de Louvain, Louvain-la-Neuve, Belgique
- 296, 336 et 343: L'Harmattan, Congo, Côte d'Ivoire, Mauritanie, Guinée, Sénégal
- 344 : Glénat, Grenoble, France
- 411 : Editions du Net, Saint-Ouen, France
- 7465 : Éditions du Pommier, Paris, France
- 8290 : Éditions d’En Bas, Lausanne, Suisse
- 89763 : Les Éditeurs réunis, Montréal, Québec
- 11 ou 37180 : CEREMA, Lyon, France
- 11 ou 490128 : Centre d'études alexandrines, Alexandrie, Égypte

#### Numéro de publication
Ce code identifie une publication particulière d'un éditeur. C'est l'éditeur lui-même qui attribue ce code.
Les réimpressions d'un ouvrage à l'identique conservent leur ISBN, même si le prix a changé. En revanche, toutes les variations d'une publication (format, nature, support, illustration de couverture, etc.) doivent posséder leur numéro de publication propre.
Aucun ISBN n'est nécessaire pour les publications qui ne sont pas soumises au dépôt légal : publications publicitaires, horaires de train, affiches, calendriers, almanachs, cartes géographiques et topographiques, enregistrements sonores, etc.

#### Clé de contrôle
La clé de contrôle est le dixième caractère de l'ISBN-10. Il est calculé à l'aide des neuf chiffres qui précèdent. Depuis que l'ISBN est passé à treize caractères en 2007, le calcul de cette clé est obsolète. On le rappelle ci-dessous à titre d'information.

### Structure de l'ISBN-13

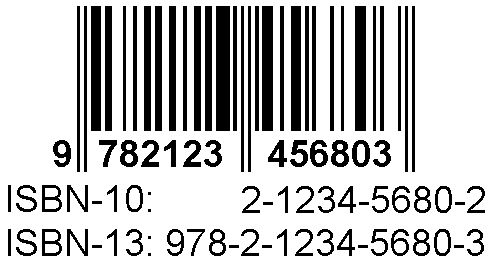
Exemple d'un ISBN deux versions.

En 2007, le code-produit de grande distribution à treize chiffres appelé « GENCOD » en France, EAN-13 (European Article Number-13) en Europe et UPC (Universal Product Code) en Amérique et aujourd'hui partout GTIN-13 ayant conquis la quasi-totalité du marché de la distribution, il devint opportun de modifier l'ISBN afin de l'intégrer dans cette chaîne logistique globale.
De plus, dès cette date, une pénurie de codes ISBN apparaît pour numéroter les nouvelles publications.
Le code ISBN-10 est donc converti en ISBN-13 au 1er janvier 2007. À des fins de compatibilité, les ouvrages portaient conjointement les deux codes depuis quelques mois et continueront de les porter encore quelque temps après l'entrée en vigueur de la nouvelle codification.
Pour effectuer la transition :
- Les trois premiers chiffres du code GTIN-13 indiquant le pays du producteur ou du distributeur de l'article, et, les codes 978 et 979 n'étant pas attribués, on les a affectés aux livres. Les codes 978 et 979 désignent donc Bookland (« Pays du livre »). Le code 978 est le premier utilisé et le code 979 sera employé au fur et à mesure des besoins.
- Pour être compatible avec tous les systèmes GTIN-13 installés, la clé de vérification de l'ISBN-13 (dernier chiffre du code) est calculée selon la même méthode que pour le code GTIN-13.

## Attribution

### Norme ISO

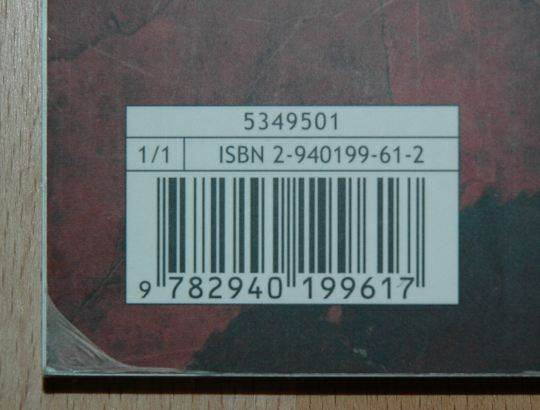
Code ISBN 10 et son code-barres correspondant EAN 13 sur la quatrième de couverture d’un livre publié avant 2007.

La norme ISO 2108 (ICS no 01.140.20) spécifie la construction du numéro ISBN, les règles de son attribution ainsi que l’administration du système ISBN. La première édition de cette norme a paru en 1972.

### Organismes d'attribution
- En France, c’est l’Agence francophone pour la numérotation internationale du livre (AFNIL) qui gère les numéros ISBN.
- En Belgique, la Bibliothèque royale de Belgique redirige vers l'AFNIL pour les livres édités en français[16].
- Au Canada francophone, Bibliothèque et Archives nationales du Québec (BAnQ) agit à titre de représentante officielle de l'AFNIL pour l’attribution des numéros ISBN. Cette entente a été conclue au cours de l'automne 1978 afin que les éditeurs canadiens puissent obtenir un statut conforme à la réalité[17]. Ainsi, cela mettait fin à l'entente précédente avec la Standard Book Numbering agency (R.R. Bowker Company) où les éditeurs francophones canadiens étaient identifiés comme des éditeurs anglophones[17]. BAnQ utilise l'indicatif 2 pour les éditeurs de tous les groupes linguistiques, sauf de langue anglaise. Lorsque la capacité d'attribution sera épuisée, BAnQ utilisera des numéros commençant par 979[18].
- En Suisse, le Schweizer Buchhändler- und Verleger-Verband (de) (SBVV) gère les numéros ISBN pour la Suisse romande et la Suisse alémanique. Les ouvrages en français sont gérés par l'AFNIL. Pour la Suisse italienne, c’est l’Agenzia ISBN per l’area di lingua italiana EDISER qui attribue les numéros ISBN.

### Usages

ISBN-13.

Le code ISBN est conçu pour simplifier le traitement des livres en ordinateur : les libraires peuvent passer des commandes standardisées, les distributeurs ont le même code pour traiter les commandes, et les retours. Les différentes opérations de gestion dans les bibliothèques et centres de documentation sont facilitées.
Chaque forme d’une publication papier (brochée, reliée, etc.) se voit attribuer un ISBN différent. Chaque forme numérique d'un livre (pdf, epub, etc.) se voit également attribuer un ISBN différent.
Par exemple, le livre Les cigognes sont immortelles d'Alain Mabanckou a le code 978-2-02-130451-0 pour la version brochée, 978-2-02-130452-7 pour une édition pdf et 978-2-02-130453-4 pour une autre édition numérique.

#### Liste des documents qui peuvent avoir un ISBN[18]au Canada francophone
- Annuaires
- Brochures
- Cartes géographiques vendues
- CD non musicaux
- Enregistrements sonores non musicaux
- Ensembles multisupports
- Livres
- Livres audio, CD ou DVD
- Livres d'artistes
- Logiciels
- Publications à feuilles mobiles sans mises à jour
- Publications annuelles (elles peuvent également recevoir un ISSN)
- Publications en braille
- Publications numériques (elles doivent être considérées comme des monographies et être définitives)
- Publications numériques sur support non périodique (CD-ROM, DVD-ROM)
- Tirés à part avec page de titre distincte

#### Avantages de son utilisation au Canada
Il n'est pas obligatoire d'obtenir un ISBN pour publier un document au Canada.
Quelques avantages de son utilisation : moins de confusion entre des titres semblables et les différents formats d'une publication; facilite le traitement pour les intervenants du domaine du livre.
Il est obligatoire d'avoir un ISBN afin de bénéficier du Programme canadien de Catalogage avant publication (CIP).
BAnQ publie, à partir des données recueillies, le Bottin des éditeurs francophones canadiens. Cette liste est également envoyée dans le Global register of Publishers et elle permet de répertorier les éditeurs de tous les pays qui participent au système de numérotation ISBN.
La Loi sur la taxe de vente du Québec prévoit l'exemption de taxes pour certains types de livres ayant un ISBN.

#### Recommandation pour l'autoédition
Pour les autoéditeurs, il est recommandé d'obtenir un ISBN dès le début puisque s'il y a rupture de contrat avec la plateforme d'autoédition, il faudra demander un nouvel ISBN pour continuer à le distribuer.

## Législation

### En France
- Arrêté du 12 janvier 1995 fixant les mentions obligatoires figurant sur les documents imprimés, graphiques et photographique soumis au dépôt légal (Journal officiel du 20 janvier 1995) :
  - Article 1 : Sur tous les exemplaires d'un même document soumis au dépôt légal, doivent figurer les mentions suivantes : pour le dépôt des livres, des cartes et des plans : 1° […] 2° […] 3°[…] 4° La mention de l'ISBN et éventuellement de l'ISSN.
- Arrêté du 12 janvier 1995 fixant les mentions obligatoires figurant sur les déclarations accompagnant le dépôt légal des documents imprimés, graphiques et photographiques :
  - Article 2 : La déclaration de l'éditeur doit comporter les mentions suivantes : pour le dépôt des livres, cartes, plans et partitions musicales : 1° […] 2° Le numéro international normalisé (ISBN ou, s'il y a lieu, ISMN pour les partitions musicales).